# Saint-Médard-Nicourby
Saint-Médard-Nicourby è un comune francese di 90 abitanti situato nel dipartimento del Lot nella regione dell'Occitania.

## Società

### Evoluzione demografica
Abitanti censiti